# Булыгин, Андрей Яковлевич
Андре́й Я́ковлевич Булы́гин (1884—1906) — российский революционер.

## Биография
Андрей Яковлевич Булыгин родился в 1884 году. Работал модельщиком Брянского завода в Екатеринославе. В 1904—1905 годах являлся членом общезаводского ядра РСДРП и одним из наиболее деятельных членов районного комитета. В Екатеринославе принимал активное участие в революции 1905 г., занимаясь организацией Совета рабочих депутатов. Попал под надзор полиции и в начале 1906 г. уехал в Москву, где вёл пропаганду в рабочей среде. Вскоре из-за болезни вынужден был вернуться на юг России.
Андрей Яковлевич умер в 1906 году от туберкулёза. Это произошло в Мариуполе, куда он незадолго до того переехал.

## Память
В Днепре имя А. Я. Булыгина носит бывшая Вторая Фабричная улица. Кроме того, здесь, в 1927 году, ему был установлен памятник (скульптор Г. М. Василевич). В январе 2023 года памятник был демонтирован в процессе декоммунизации.